# 松崎温泉
松崎温泉（まつざきおんせん）は、静岡県賀茂郡松崎町（旧国伊豆国）にある温泉。
松崎町内のほかの温泉と併せて、松崎温泉郷と呼ばれることもある。

## 泉質
- 含石膏芒硝泉
  - 源泉温度75℃
  - 毎分1,350Lの湧出量がある。

## 温泉街
- 松崎港の周辺に温泉街が広がる。

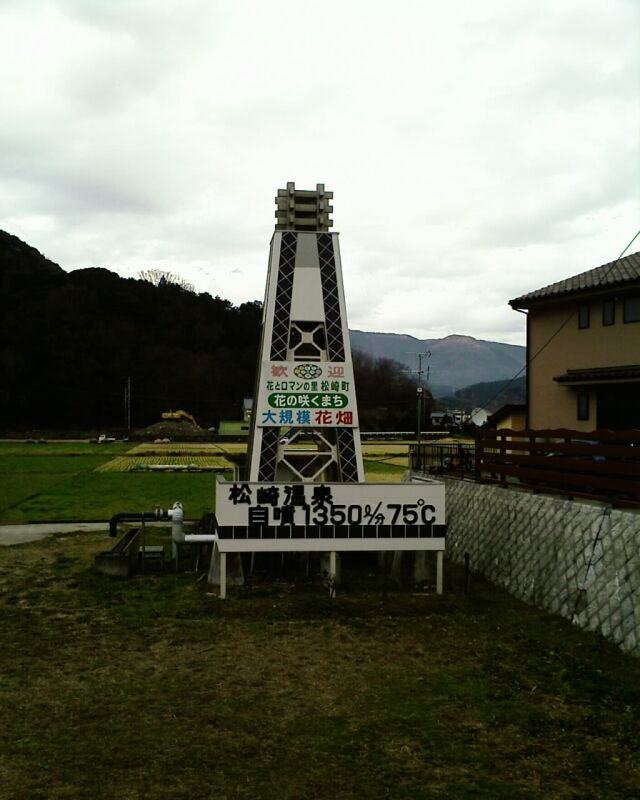
松崎温泉源泉井

- 鏝絵の名手として知られる入江長八ゆかりの地であり、「伊豆の長八美術館」が存在し、また温泉地には「なまこ壁」の町並みが見られる。
- 県道15号線沿いに源泉櫓が存在する。古くは、その櫓の下に湯船が存在し、入浴することができた。浴槽撤去後も源泉の傍に足湯が作れていたが、いずれも現存しない。

- 補足：3月から5月上旬に開催されている「田んぼをつかった花畑（那賀大規模花畑）」の期間中は足湯が設置されている。

## 歴史
- 開湯は昭和38年である。源泉をボーリングを行って開発した。

## アクセス
- 鉄道：伊豆急行線伊豆急下田駅よりバスで約50分。